# Аверин, Козьма Иванович
Козьма Иванович Аве́рин (1799—1849) — русский историк, археолог, любитель и знаток русских древностей, обладавший коллекцией археологических предметов и рукописей.

## Биография
Родился 3 (14) ноября 1799 года в Зарайске в семье купца. Служил у канцлера Н. П. Румянцева, затем помогал в формировании древлехранилища М. П. Погодину, который отмечал, что Аверин «знает много, да не умеет писать» . С 14 июля 1823 года был членом-соревнователем Московского общества истории и древностей Российских. Подарил обществу несколько рукописных памятников, среди которых «Хронограф», в котором описано движение отрядов Степана Разина.
Умер в Зарайске 6 (18) октября 1849 года (по другим сведениям 8 октября).

## Сочинения
- Аверин К. И. Историческое известие о жизни и деяниях Димитрия, протоиерея Зарайского Николаевского собора, современника и сотрудника князя Дмитрия Михайловича Пожарского, с точным снимком его почерка. — М.: Собр. Козьмою Авериным Общество истории и древностей российских при Императорском Московском университете, 1836.
- О монастыре Николы Старого // Сборник Московского общества истории и древностей Российских. — Кн. 1. — С. 82—85.
- Описание крестов над гробами князей Зарайских // Труды Общества истории и древностей Российских. — Ч. III. — Кн. I. — С. 229—234.
- Выписка из проекта Аверина о винном откупе // Труды Общества истории и древностей Российских. — 1858. — Кн. IV. — С. 123—132.